# Pseudoplatystoma
Pseudoplatystoma és un gènere zoològic de peixos siluriformes d'aigua dolça de la família dels pimelòdids, natius d'Amèrica del Sud. El gènere va ser definit per Pieter Bleeker el 1862.
Apreciats pel seu valor gastronòmic, la població minva per la pesca esportiva i per l'alteració de l'hàbitat deguda a la construcció de centrals hidroelèctriques.
Són grans predadors que s'alimenten principalment de peixos joves d'altres espècies. Com altres siluriformes, tenen la pell llisa, i mostren tres distintius parells de barbetes, dues al costat del mentó i un, de considerable longitud, al costat del maxil·lar.

## Taxonomia[3]
- Pseudoplatystoma corruscans (Spix i Agassiz, 1829)
- Pseudoplatystoma fasciatum (Linnaeus, 1766)
- Pseudoplatystoma magdaleniatum (Buitrago-Suárez i Burr, 2007)
- Pseudoplatystoma metaense (Buitrago-Suárez & Burr, 2007)
- Pseudoplatystoma orinocoense (Buitrago-Suárez & Burr, 2007)
- Pseudoplatystoma panthale (Valenciennes, 1847)
- Pseudoplatystoma pardalis (Valenciennes, 1836)
- Pseudoplatystoma tigrinum (Valenciennes, 1840)